# Parantica kheili
Parantica kheili är en fjärilsart som beskrevs av Otto Staudinger 1885. Parantica kheili ingår i släktet Parantica och familjen praktfjärilar. Inga underarter finns listade i Catalogue of Life.